# Ingvar Carlsson (pilote de rallye)
Pour les articles homonymes, voir Ingvar Carlsson et Carlsson.
Ingvar Carlsson, né le 2 avril 1947 à Nyköping en Suède, et décédé le 28 octobre 2009, est un pilote automobile suédois.

## Biographie
Il commence sa carrière en sport automobile à l'âge de 21 ans.
En 1972, il est le copilote de Hakan Lindberg sur Fiat 124 Abarth au RAC Rally.
Il a participé à 42 épreuves comptant pour le Championnat du monde des rallyes, entre 1974 et 1994, totalisant 125 points, ainsi que 4 podiums et 56 victoires en épreuves spéciales.
Son principal copilote a été Per Carlsson, durant ses années fastes, de 1987 à 1991, pour le compte du Mazda Rally Team Europe (le MRTE) alors dirigé par Achim Warmbold.
À l'arrêt de son activité sportive en 1997, il devient préparateur automobile en Allemagne pour la société Carlsson.

## Palmarès
- 4e du championnat d'Europe de rallycross en 1996 (5e en 1995, au sein du Christer Bohlin Motorsport team, incluant le champion olympique Gunde Svan), sur Toyota Celica 4WD Gr.N

### Victoires et résultats en Championnat du monde des rallyes

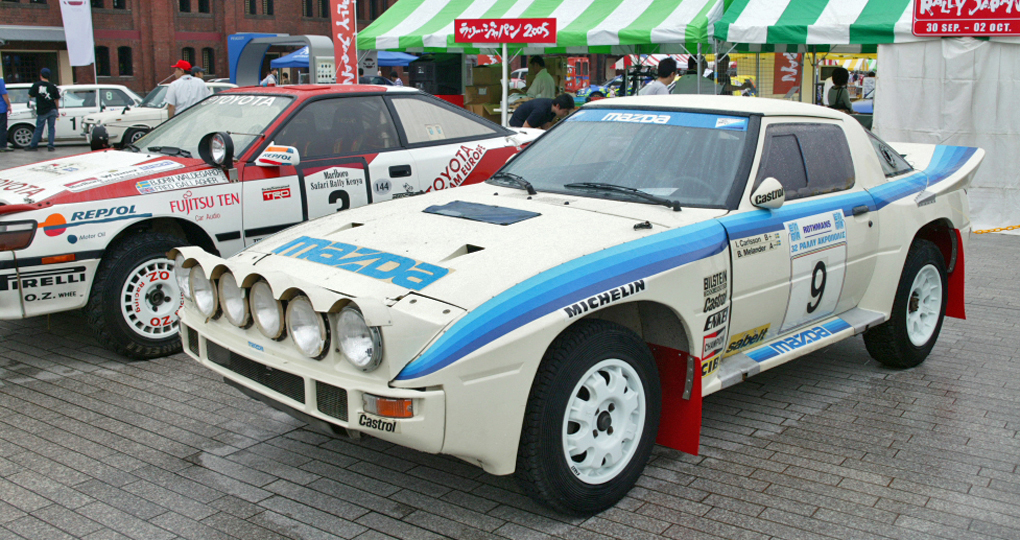
La Mazda RX-7 Gr.B pilotée par Carlsson en 1985 (3e à l'Acropole).

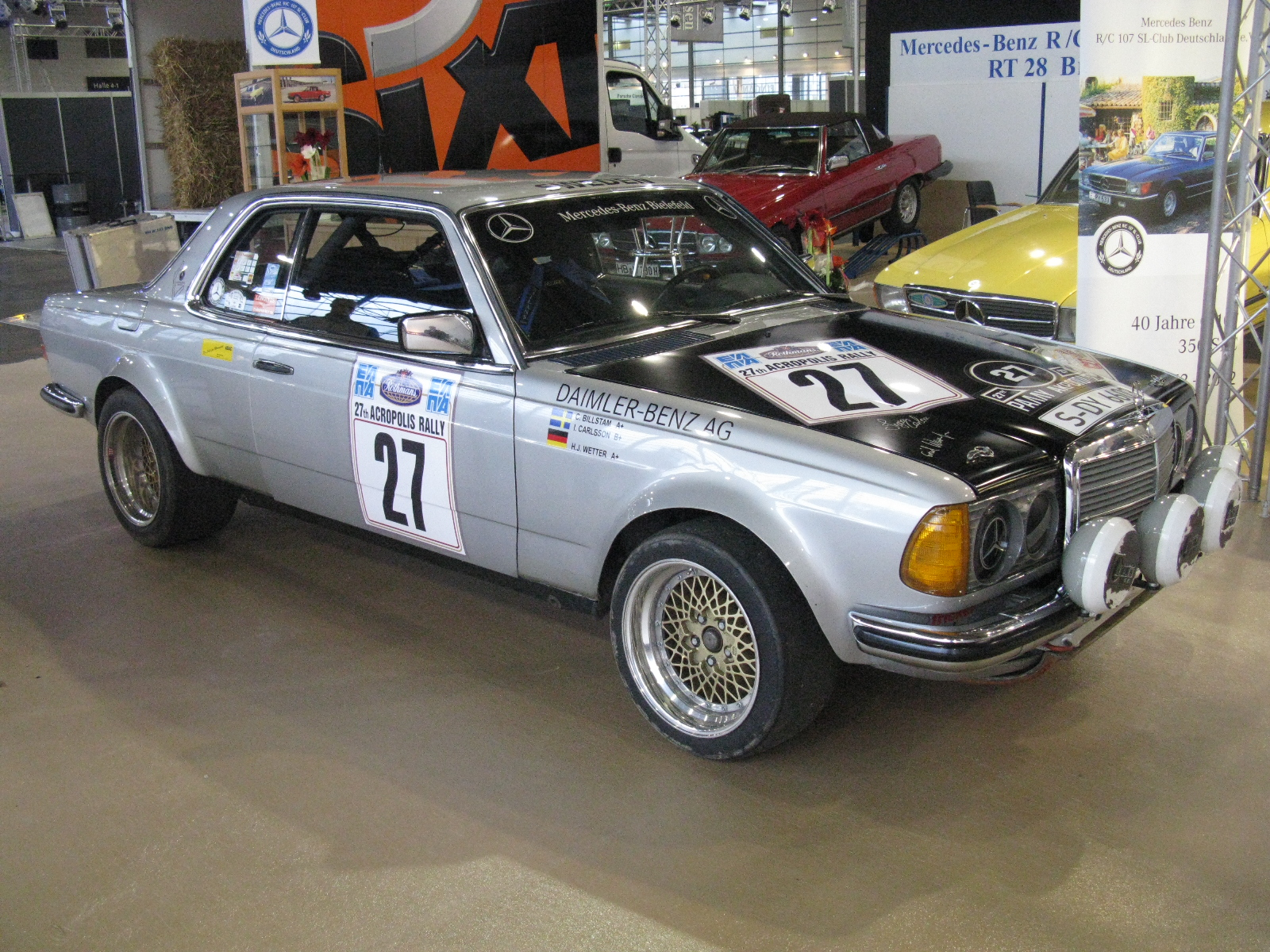
La Mercedes-Benz 280 CE Rally pilotée par Carlsson en 1980 (strictement de série, elle termina 5e au Portugal et fut vainqueur de sa classe au Monte-Carlo).

- Vainqueur du Rallye de Suède 1989 (Championnat pilote, uniquement) - Mazda 323 4WD du MRTE
- Vainqueur du Rallye de Nouvelle-Zélande 1989 (Championnat pilote uniquement) - Mazda 323 4WD du MRTE
  - 2e du rallye de Nouvelle-Zélande 1990 - Mazda 323 RX du MRTE
  - 3e du rallye de l'Acropole 1985 (copilote Benny Melander) - Mazda RX-7 du MRT
  - 4e du rallye Monte-Carlo 1987 Mazda 323 4WD du MRTE
  - 4e du rallye de Suède 1987 et 1991 - Mazda 323 4WD et 323 RX du MRTE
  - 5e du rallye du Portugal 1980 (copilote Claes Billstam) - Mercedes-Benz 280
  - 5e du rallye d'Australie en 1990 - Mazda 323 RX du MRTE

### Autre victoires et podiums notables
- Vainqueur du Rallye d'Australie (APRC) 1988 - Mazda 323 4WD du MRTE
- Rallycross de Buxtehude (anneau de Este) 1996
  - 2e du rallye Semperit 1989